# 絲鰭笛鯛屬
絲鰭笛鯛屬，為刺尾鯛目笛鯛科的一屬，傳統上歸類於鱸形目。

## 分類
本屬屬於絲鰭笛鯛亞科，並包含2個種：
- 黑絲鰭笛鯛 Apsilus dentatus  Guichenot, 1853
- 叉尾絲鰭笛鯛 Apsilus fuscus  Valenciennes, 1830

## 外部連結
- 维基共享资源上的相關多媒體資源：絲鰭笛鯛屬